# Campeonato Pernambucano de Futebol Feminino de 2010
O Campeonato Pernambucano de Futebol Feminino de 2010, foi a 8.ª edição da principal competição do futebol feminino pernambucano. Oficialmente intitulado como Aberto de Futebol Feminino de Pernambuco, a competição entrou para história pelo fato de um clube do interior pernambucano, se sagrou-se campeão estadual. Proeza alcançada pelo elenco feminino do Vitória das Tabocas, que conseguiu seu primeiro título em sua estreia no estadual da categoria. As “Taboquitas” como são chamadas as campeãs estaduais, enfrentarão a equipe do Sport na final. No primeiro jogo, vitória do tricolor das tabocas por 4 a 1. No segundo jogo na Ilha do Retiro em Recife, O Sport não conseguiu reverter o resultado, ficando na igualdade do placar por 2 a 2, o que deu o primeiro título estadual da categoria ao tricolor e o status de primeiro clube do interior a ganhar o certame, fato ocorrido antes nunca visto tanto no feminino, quanto no masculino.
As duas equipes vinham com grandes chances que conquistarem o título. O Vitória já vinha de uma sequência de duas vitória nas semifinais, diante do Barreirense. O tricolor das tabocas, já havia vencido o primeiro duelo fora de casa, por um placar elástico de 6 a 0. Já no jogo de volta em seus domínios outra vitória elástica por 8 a 1, garantindo vaga na grande final diante do Sport, que havia vencido o Constelação por 4 a 3 na Ilha do Retiro.
Com a conquista, o Vitória das Tabocas garantiu vaga para a disputa da Copa do Brasil de Futebol Feminino de 2010, competição realizada entre os dias 16 de agosto e 4 de dezembro.

## Participantes
| Equipe              | Cidade                 | Em 2009  | Estádio (mando)    | Capacidade | Títulos            |
| ------------------- | ---------------------- | -------- | ------------------ | ---------- | ------------------ |
| Barreirense         | Barreiros              | —        | Luiz Brito de Melo | 5 000      | 0 (não possui)     |
| Central             | Caruaru                | —        | José Lacerda       | 19 478     | 0 (não possui)     |
| Constelação         | Não informado          | —        | —                  | —          | 0 (não possui)     |
| Íbis                | Paulista               | —        | Ademir Cunha       | 12 000     | 0 (não possui)     |
| Santa Cruz          | Recife                 | —        | Estádio do Arruda  | 60 044     | 0 (não possui)     |
| Sport               | Recife                 | 1° lugar | Ilha do Retiro     | 26 418     | 5 (ultimo em 2009) |
| Vitória das Tabocas | Vitória de Santo Antão | ND       | Carneirão          | 10 911     | 0 (não possui)     |

## Tabela até a final
|  | Semifinais          | Semifinais | Semifinais | Semifinais |   |                     | Final | Final | Final | Final |
|  |                     |            |            |            |   |                     |       |       |       |       |
|  | Vitória das Tabocas | 6          | 8          | 14         |   |                     |       |       |       |       |
|  | Barreirense         | 0          | 1          | 1          |   |                     |       |       |       |       |
|  | Barreirense         | 0          | 1          | 1          |   | Vitória das Tabocas | 1     | 2     | 4     |       |
|  |                     |            |            |            |   | Vitória das Tabocas | 1     | 2     | 4     |       |
|  |                     | Sport      | 1          | 4          | 6 |                     |       |       |       |       |
|  | Sport               | Sport      | 1          | 4          | 6 |                     |       |       |       |       |
|  |                     |            |            |            |   |                     |       |       |       |       |
|  | Constelação         |            |            |            |   |                     |       |       |       |       |

|  | Disputa do 3º lugar |  |  |  |
|  |                     |  |  |  |
|  | Barreirense         |  |  |  |
|  | Constelação         |  |  |  |

## Premiação
| Campeonato Pernambucano Feminino de 2010 |
| ---------------------------------------- |
| Vitória das Tabocas Campeão (1° título)  |